# Mosin-Nagant
Mosin-Nagant (tudi trilinijska puška ali Mosinka) je znana ruska repetirka, ki sta jo v prvi polovici 20. stoletja množično uporabljali ruska cesarska vojska in rdeča armada ter številne države Vzhodnega bloka. Ime je dobila po ruskem topniškem poročniku Sergeju Ivanoviču Mosinu, ki je zasnoval zaklep in belgijskemu puškarju Emilu Nagantu, ki je zasnoval shrambo za strelivo.

## Zgodovina in opis
Puška se repetira z uporabo valjastega zaklepa ter uporablja strelivo kalibra 7,62 mm. Od tu izhaja ime trilinijska puška, rusko ime za desetino merske enote palec (inč) je "linija", ki meri 2,54 mm. Tri "linije" oziroma 0,3 palca meri 7,62 mm, kar je enako kalibru te puške. Polnila se je z okvirčka, s petimi naboji skozi odprt zaklep na zgornji strani puške. V uporabo ruske cesarske vojske je prišla leta 1891 z namenom, da bi zamenjala takrat že zastarelo enostrelko Berdan II ameriškega izvora. Zaradi svoje robustnosti in zanesljivosti, se je odlično izkazala v jarkih prve svetovne vojne in na obsežnih bojiščih druge svetovne vojne. V Rusiji in drugih državah uporabnicah tega orožja je bilo izdelanih več kot trideset različic te puške. Leta 1965 je Mosin-Nagant, kot standardno orožje ruske vojske zamenjala avtomatska puška AK, s tem pa se je prenehala tudi proizvodnja te znamenite puške. Od leta 1891 pa do 1965 je bilo izdelanih 37 milijonov kosov pušk, ki se še danes uporabljajo na različnih koncih sveta.

## Različice
Tabela glavnih ruskih in sovjetskih različic:
| Različica                     | Dolžina [cm] | Dolžina cevi [cm] | Masa [kg] | Bajonet            |
| ----------------------------- | ------------ | ----------------- | --------- | ------------------ |
| Puška M1891                   | 130,8        | 80                | 4,3       | snemljiv           |
| Kozaška/dragonska puška M1891 | 123,2        | 73                | 4         | snemljiv           |
| Karabinka M1907               | 101,5        | 50,8              | 3,3       | brez               |
| Puška M1891/30                | 123,2        | 73                | 4         | snemljiv           |
| Karabinka M38                 | 101,6        | 51,4              | 3,4       | snemljiv           |
| Karabinka M44                 | 101,6        | 51,4              | 4,1       | vgrajen, preklopen |

## Uporaba
Puška Mosin-Nagant je bila uporabljena v mnogih vojnah in drugih konfliktih širom sveta.
Nekateri izmed njih so:
- rusko-japonska vojna
- balkanski vojni
- prva svetovna vojna
- ruska državljanska vojna
- španska državljanska vojna
- druga svetovna vojna
- korejska vojna
- vietnamska vojna
- sirska državljanska vojna

## Uporabniki
- Albanija: Albanija je izdelovala kopije sovjetske puške M91/30 po kitajskem kopitu.[3]
- Avstro-Ogrska: Zaplenjene predvsem na vzhodni fronti med prvo svetovno vojno.[4]
- Bolgarija[4]
- Kraljevina Črna gora: Rusija je Črni gori podarila puške Mosin-Nagant. Te so bile kasneje v uporabi med balkanskima vojnama.[4]
- Finska:[5] Finska je bila poleg cesarske Rusije in kasnejše Sovjetske zveze največja uporabnica pušk Mosin-Nagant.
- Kraljevina Jugoslavija[6]
- SFRJ: Do uvedbe Zastava M69 (in kasnejše M76) so bile v uporabi ostrostrelne puške Mosin-Nagant M91/30 PU, ki so v Jugoslavijo prispele med drugo svetovno vojno.[7] V skladiščih sta bili shranjeni tudi puški M91 in M91/30 ter karabinki M38 in M44.[8]
- Kitajska: Po drugi vojni so na Kitajskem izdelovali karabinko T53, ki je kopija sovjetske M44.[9]
- Madžarska: Po drugi svetovni vojni je Madžarska lokalno izdelovala puške M91/30[10] in karabinke M44.[11]
- Poljska: Na Poljskem so izdelovali karabinke M44.[12]
- Romunija: Po drugi vojni so v Romuniji izdelovali puške M91/30[13] in karabinke M44[14].
- Rusko cesarstvo[4]
- Slovenija: Bila je v rezervi Teritorialne obrambe.[15]
- Sovjetska zveza[4]
- Kraljevina Srbija[4]